# Meilenstein von Erlstätt
Koordinaten: 47° 53′ 14,1″ N, 12° 35′ 9,6″ O

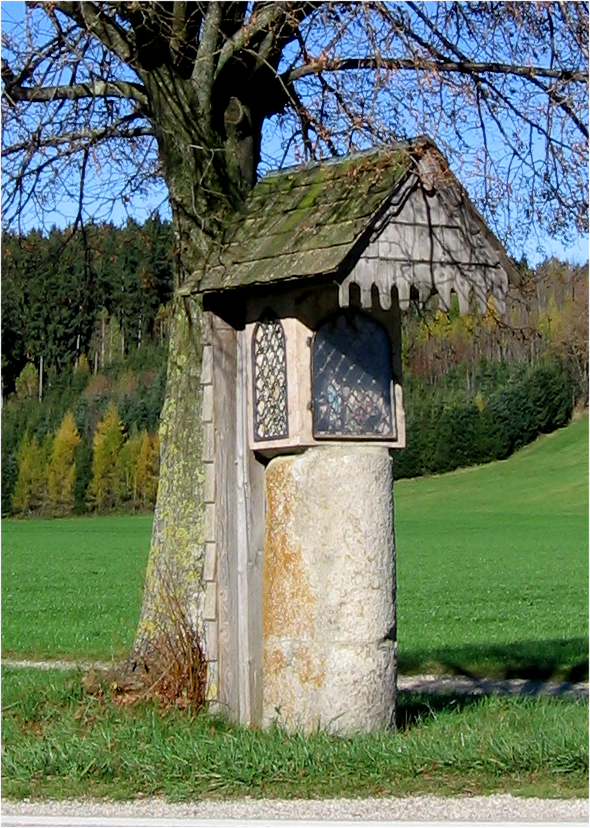
Meilenstein von Erlstätt, Teil eines Bildstocks bei Kraimoos

Der Meilenstein von Erlstätt ist Teil des Bildstocks bei Kraimoos an der Straße TS2 von Kraimoos in der Gemeinde Grabenstätt nach Schmidham, einem Ortsteil von Traunstein.

## Beschreibung
Der Meilenstein (143 × 60 cm) ist aus Kalkstein gefertigt. Er wurde zur Zeit der römischen Besiedlung des Chiemgaus um etwa 200 n. Chr. hergestellt.
Die aufgesetzte Laterne besteht aus Ruhpoldinger Marmor. Die eingearbeiteten Nischen sind mit schwarzer Schlacke und weißem Quelltuff ausgestaltet. Ein hölzernes Schindeldach dient als Wetterschutz.
Der Bildstock ist ein Baudenkmal der Stadt Traunstein mit der Akten-Nummer D-1-89-155-128.

## Inschrift

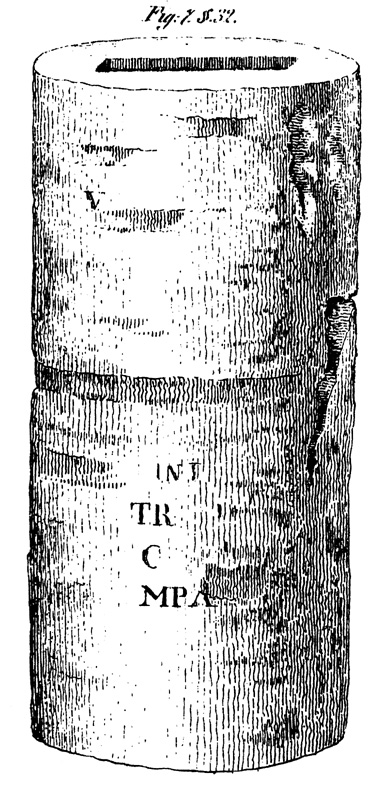
Zeichnung des Steins von Carl Weishaupt (1841)

Die Inschrift ist nur in Bruchstücken erhalten. Genannt wird der Provinzstatthalter Marcus Iuventius Surus Proculus, der 201 n. Chr. umfangreiche Straßenbaumaßnahmen durchführte. Da sein Name auch auf 14 weiteren Meilensteinen der Provinz zu finden ist, lässt sich die Inschrift (mit Ausnahme der Entfernungsangabe am Ende, die natürlich von Meilenstein zu Meilenstein variierte) rekonstruieren (Wiedergabe nach dem Leidener Klammersystem).

„[I]m[p(erator) Caes(ar) L(ucius) Septimius] / [Severus Pius Pertinax Aug(ustus)] / [Arab(icus) Parth(icus) max(imus)] / [pontif(ex) max(imus) trib(unicia) pot(estate) VIIII] / [imp(erator) XII co(n)s(ul) II p(ater) p(atriae) proco(n)s(ul)] / [et Imp(erator) Caes(ar) M(arcus) Aurel(ius) Antoninus] / [Pius Aug(ustus) trib(unicia) pot(estate) IIII proco(n)s(ul)] / [et [ [P(ublius) Septimius Geta nob(ilissimus) Caes(ar)]]] / [miliaria vetustate conlapsa] / [restituerunt cur]ant[e] / [M(arco) Iu]ventio [S]uro Pr[oculo] / leg(ato) Aug(usti) pr(o) [pr(aetore)] / [ab Iuvavo] m(ilia) p(assuum) X[–––]“

„Der Imperator Caesar Lucius Septimius Severus Pius Pertinax Augustus, der Arabersieger, der größte Parthersieger, Oberpriester, zum neunten Mal Träger der tribunizischen Gewalt, zum zwölften Mal zum Imperator ausgerufen, zum zweiten Mal Konsul, Vater des Vaterlandes sowie Prokonsul, und der Imperator Caesar Marcus Aurelius Antoninus Pius Augustus, zum vierten Mal Träger der tribunizischen Gewalt sowie Prokonsul, und Publius Septimius Geta, der edelste Caesar, haben die wegen ihres Alters zusammengefallenen Meilensteine wiederhergestellt; die Aufsicht darüber führte Marcus Iuventius Surus Proculus, legatus Augusti pro praetore (= kaiserlicher Statthalter). Nach Iuvavum 1[–––] Meilen.“

Die drei erwähnten Kaiser, die der Inschrift zufolge die Wiederherstellung der Meilensteine initiiert haben, sind Septimius Severus und seine beiden Söhne, die späteren Herrscher Caracalla und Geta.

## Geschichte der Entdeckung
Im Jahr 1840 wurde festgestellt, dass der runde Sockel des Bildstockes bei Kraimoos römische Schriftzeichen aufweist, womit er als Meilenstein erkannt werden konnte. Nachforschungen ergaben, dass der Stein um 1780 noch an der Kirchhofmauer von Erlstätt stand. Ein Bauer aus Schmidham erwarb ihn und stellte ihn an einer Weggabelung unweit der historischen Römerstraße Via Julia auf und versah ihn mit der Laterne.